# Parafia św. Maksymiliana Marii Kolbego w Kopytowej
Parafia św. Maksymiliana Marii Kolbego w Kopytowej − parafia rzymskokatolicka, znajdująca się w archidiecezji przemyskiej, w dekanacie Krosno III.

## Historia
Pierwsze wzmianki o wsi Kopytowa pojawiły się w XIII wieku. Wieś należała najpierw do parafii Łubienko, a następnie do parafii Zręcin. Odległość od kościoła parafialnego wynosiła 8 km. Ze względu na dużą odległość ludzie starsi nie mogli uczestniczyć w niedzielnej Mszy św. W latach 1969–1971, w okresie letnim wikariusze ze Zręcina odprawiali msze święte po domach prywatnych. 
W 1971 roku na placu ofiarowanym przez Felicję Munię, pod pretekstem budowy stodoły - konspiracyjnie rozpoczęto budowę murowanego kościoła. Władze państwowe stosowały represje i utrudniały budowę. W 1971 roku została erygowana parafia, z wydzielonego terytorium prafii Zręcin. 3 maja 1972 roku bp Ignacy Tokarczuk poświęcił kościół pw. św. Maksymiliana Kolbego. W listopadzie 1972 roku dobudowano przedsionek, dwie półokrągłe kaplice, zakrystię, salkę katechetyczną a nad nimi malutkie mieszkanie dla księdza oraz wieżyczkę na kościele. W 1974 roku ukończono prace budowlane. W 1976 roku założono parafialny cmentarz. W 1982 roku rozpoczęto budowę plebanii.
Na terenie parafii jest 1 490 wiernych (w tym: Kopytowa – 1 247, Podniebyle – 253).
Proboszczowie parafii:
1971–1984. ks. Kazimierz Biśto.
1984–2002. ks. kan. Władysław Stanek.
2002–2011. ks. Kazimierz Stachyra.
2011–2019. ks. dr Bronisław Wyczawski.
2019– nadal ks. Jacek Pusztuk.